# Васкес, Ана
Ана Паула Васкес (исп. Ana Paula Vázquez; род. 5 октября 2000, Рамос-Ариспе, Коауила) — мексиканская лучница, выступающая в соревнованиях в стрельбе из олимпийского лука. В первые годы карьеры стреляла из блочного лука. Серебряный призёр чемпионата мира, участница Олимпийских игр 2020 года.

## Биография
Ана Паула Васкес родилась 5 октября 2000 года.
Училась в Автономном университете штата Нуэво Леон.

## Карьера
Начала заниматься спортом в 2012 году. По её воспоминаниям, на это решение повлиял просмотр Олимпийских игр 2012 года в Лондоне. Первоначально занималась стрельбой из блочного лука, но в тринадцатилетнем возрасте решила «перейти» на олимпийский лук.
В 2017 году Ана Паула Васкес приняла участие на молодёжном чемпионате мира в Росарио, но медальных успехов не достигла: четвертьфинал в миксте, 1/8 финала в женском командном турнире, 1/16 финала в индивидуальном первенстве.
В 2018 году Васкес участвовала на Панамериканском чемпионате в Медельине и заняла четвёртое место в индивидуальном турнире. На этапе Кубка мира в Шанхае не сумела пройти дальше 1/32 финала, но в Солт-Лейк-Сити достигла четвертьфинала.
В 2019 году Ана Паула Васкес второй раз в карьере приняла участие на молодёжном чемпионате мира, который проходил в Мадриде. Мексиканка завоевала серебряную медаль в индивидуальном первенстве, а также повторила результат прошлых турнирах в миксте и женской команде.
В 2021 году на Панамериканском чемпионате в Монтеррее стала чемпионкой в команде и завоевала личную бронзовую медаль. На первом этапе Кубка мира в Гватемале в соревновании смешанных команд мексиканцы завоевали золотую медаль. Также Васкес достигла 1/8 финала в индивидуальном первенстве на этом этапе, и такой же личный результат показала на этапе в Лозанне. На третьем этапе в Париже она стала четвёртой, а также женская сборная завоевала серебро в команде. на отдельном квалификационном турнире, который проводился в рамках этапа, мексиканки сумели завоевать для Мексики квоту в женских соревнованиях на Олимпиаду в Токио.
Заняла в рейтинговом раунде 32-е место из 64 участниц и уже в первом раунде индивидуального первенства уступила Ане Марселле дос Сантос из Бразилии со счётом 4:6. В составе женской команды в первом же раунде сборная Мексики проиграла Германии.
В сентябре завоевала серебряную медаль в командном турнире на чемпионате мира в Янктоне.